# Триплатинадигерманий
Трипла̀тинадигерма́ний — бинарное неорганическое соединение, интерметаллид
платины и германия
с формулой Ge2Pt3,
кристаллы.

## Получение
- Сплавление стехиометрических количеств чистых веществ:

{\displaystyle {\mathsf {3Pt+2Ge\ {\xrightarrow {820^{o}C}}\ Ge_{2}Pt_{3}}}}

## Физические свойства
Триплатинадигерманий образует кристаллы ромбической сингонии, пространственная группа P nma, параметры ячейки a = 1,2240 нм, b = 0,7549 нм, c = 0,6854 нм, Z = 8
.
Соединение образуется по перитектической реакции при температуре 820 °C 
(807 °C ).